# مقاطعة دافيسون (داكوتا الجنوبية)
دافيسون (بالإنجليزية: Davison)‏ هي إحدى مقاطعات ولاية داكوتا الجنوبية في الولايات المتحدة الأمريكية.